# Курск (телерадиокомпания)
Государственная телевизионная и радиовещательная компания «Курск» — филиал ФГУП «Всероссийская государственная телевизионная и радиовещательная компания» в Курской области.

## История
Создана в 1934 году как Комитет радиоинформации и радиовещания при Курском областном исполнительном комитете советов рабочих и крестьянских депутатов (Курский радиокомитет). В 1937 году из Курского радиокомитета был выделен Орловский, а в 1954 году - Белгородский радиокомитет. В 1935 году в Курске началось первое радиовещание. 14 января 1961 г. вышла в эфир первая передача Курской студии телевидения — «Чудесные волокна», посвященная производственному гиганту той поры — объединению «Химволокно» (ретрансляция 1-й программы Центрального телевидения шла с 1959 года). 1 октября 1991 года Комитет по телевидению и радиовещанию Курского облисполкома был упразднён, а на его базе была создана Государственная телерадиокомпания «Курск». В 2006 году присоединена к ВГТРК в качестве филиала.

## Телерадиоканалы
- Россия 1 Курск

По будням:
Утро Вести. Курск - 05:07, 05:35, 06:07, 06:35, 07:07, 07:35, 08:07, 08:35
Вести Курск - 09:00, 14:30, 21:05
Утро России. Курск - 09:35
- Россия 24 Курск

По понедельникам:
Местное время. Воскресенье (повтор) - 15:00-15:27
По будням:
Вести Курск,  Интервью-24 - 17:30-18:00, 21:00-21:30
- Радио России Курск

По будням:
Вести Курск - 7:10, 11:30, 18:10
Начинаем день вместе - 7:25-8:00
Гость студии - 11:40-12:00
Православие — потребность души (четверг) - 18:20-19:00
Песня в подарок (пятница) - 18:20-19:00
Время курское (понедельник-среда) - 18:25-19:00
- Радио Маяк Курск

По будням:
Вести-Курск, тематические программы - 07:50, 08.50, 13:50, 17.30, 17.50, 18.50, 19:50